# بارك جونغ-مين
بارك جونغ-مين (هانغل: 박정민) هو لاعب كرة قدم كوري جنوبي في مركز الهجوم، ولد في 25 أكتوبر 1988 في كوريا الجنوبية. لعب مع نادي غوانغجو.

## وصلات خارجية
- بارك جونغ-مين على موقع دوري كوريا الجنوبية (الإنجليزية)
- بارك جونغ-مين على موقع قاعدة بيانات كرة القدم.إي يو (الإنجليزية)